# 新光寺 (川口市)
新光寺（しんこうじ）は、埼玉県川口市にある天台宗の寺院。

## 歴史
1092年（寛治6年）、慈覚大師円仁によって開山されたとも、寛治年間（1087年 - 1094年）、源義光の開基ともいわれている。義光説の場合、後三年の役の際に義光は谷古田八幡宮（現・峯ヶ岡八幡神社）に戦勝祈願し、成就することができた。その谷古田八幡宮の別当寺として創建されたのが当寺の起源である。「新光寺」という寺号は「源新羅三郎義光」から採られている。
当初は真言宗の寺院であったが、1641年（寛永18年）に慈眼大師天海によって天台宗に転宗させられた。天海は寛永寺を開山しており、寛永寺を延暦寺に並ぶ天台宗の本山として整備しており、その末寺として当寺が編入されることになった。

## 文化財
- 妙法蓮華経版木（川口市指定有形文化財 昭和48年5月24日指定）[3]
- 新光寺文書（川口市指定有形文化財 昭和48年5月24日指定）[4]

## 交通アクセス
- 路線バス峰停留所より徒歩6分。